# Urff (Adelsgeschlecht)

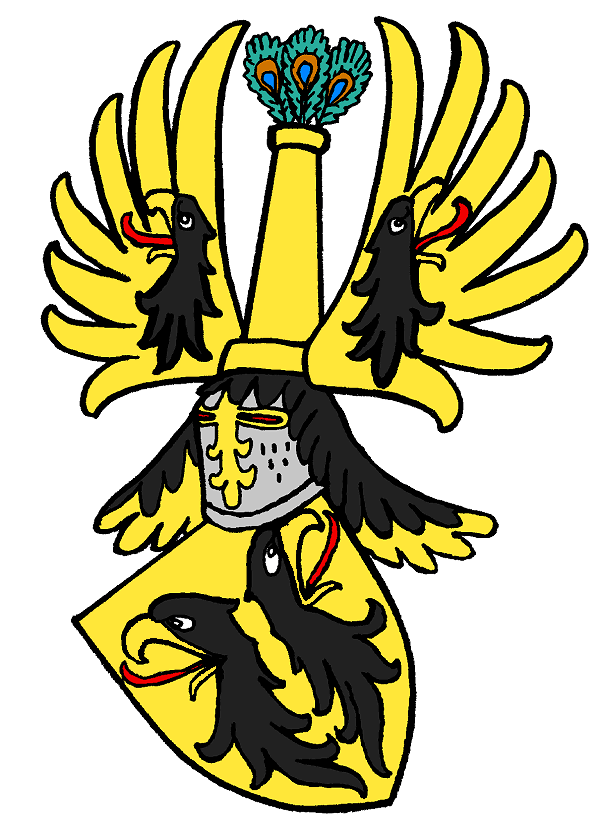
Wappen derer von und zu Urff

Urff ist der Name eines alten hessischen Adelsgeschlechts. Die Familie, deren Zweige zum Teil bis heute bestehen, gehört zum Uradel in Niederhessen. Die Herren von und zu Urff sind in der Althessischen Ritterschaft, seit deren Stiftung 1532, immatrikuliert.

## Geschichte

### Herkunft

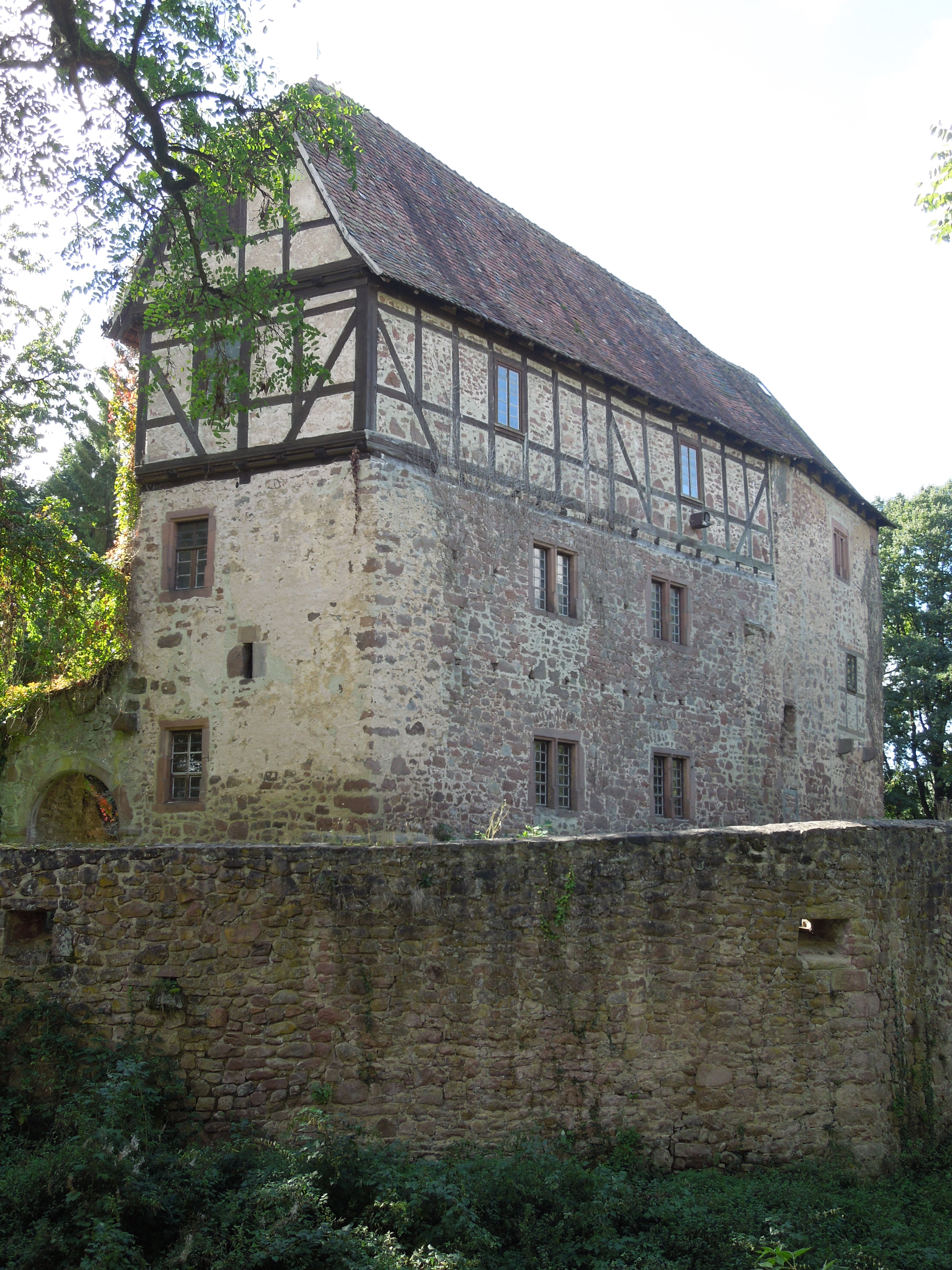
Palas (Ruine) der Burg Niederurff (2016)

Erstmals urkundlich erwähnt wird das Geschlecht in den Jahren 1160 und 1193 mit Johann von Urff. Die ununterbrochene Stammreihe der Familie beginnt mit dem Ritter Heinrich von Urff, der zwischen 1256 und 1310 in Urkunden genannt wird.
Nach dem Jahrbuch des Deutschen Adels erscheint das Geschlecht bereits im Jahre 1160 mit Konrad von Urff urkundlich. Konrad wird in der Urkunde als Zeuge des Grafen Gottfried I. von Ziegenhain genannt.
Namensgebender Stammsitz war die Burg Niederurff, damals wohl Burg Urff genannt, oberhalb der Urff in Niederurff, heute Ortsteil der Gemeinde Bad Zwesten im Schwalm-Eder-Kreis in Hessen. Die Burg wird im Jahre 1272 erstmals urkundlich als castrum erwähnt, wurde aber wahrscheinlich viel früher errichtet.

### Ausbreitung und Persönlichkeiten
1309 trugen die Herren von Urff die Burg Niederurff dem Grafen Heinrich IV. von Waldeck zu Lehen auf und versprachen ihm die Öffnung der Burg, aber nicht bei einer eventuellen Fehde gegen den Landgrafen von Hessen. Heinrich von Urff öffnete 1352 dem Landgrafen Heinrich II. von Hessen seine Burg Niederurff. 1408 einigten sich die von Urff mit Landgraf Hermann II. von Hessen über die Öffnung ihrer Burg, nicht aber bei Auseinandersetzungen gegen die Grafen von Waldeck und die benachbarte und mit ihnen verwandte Familie von Löwenstein.
Der Urenkel des Stammvaters Heinrich von Urff, Simon von Urff, erscheint ab 1388 urkundlich. Er wurde Amtmann der Grafen von Ziegenhain zu Neukirchen. Sein Sohn Hans VIII. von Urff starb 1448 als Pfandinhaber des Schlosses und Amtes Neukirchen sowie als oberster Amtmann der Grafschaft Ziegenhein. Er war mit Anna Diede zum Fürstenstein verheiratet. Heinrich und Hartwig von Urff fielen 1475 bei der Belagerung der Stadt Neuss. 1490 werden die von Löwenstein-Westerburg und von Löwenstein-Schweinsberg als Mitburgmannen zu Urff genannt. Um 1500 wurde der Lange Bau der Burg Niederurff errichtet.
Gertrud von Urff war die letzte Mater, also Klosteroberin, des 1530 aufgehobenen Augustinerinnenklosters Fritzlar. Sie erhielt als Abfindung die Gemarkung des bis dahin dem Kloster gehörigen, aber bereits 1443 von dem fehdefreudigen Ritter Reinhard von Dalwigk und dessen Kumpanen Friedrich IV. von Hertingshausen niedergebrannten und seit dem wüst liegenden Dorfes Berningshausen.

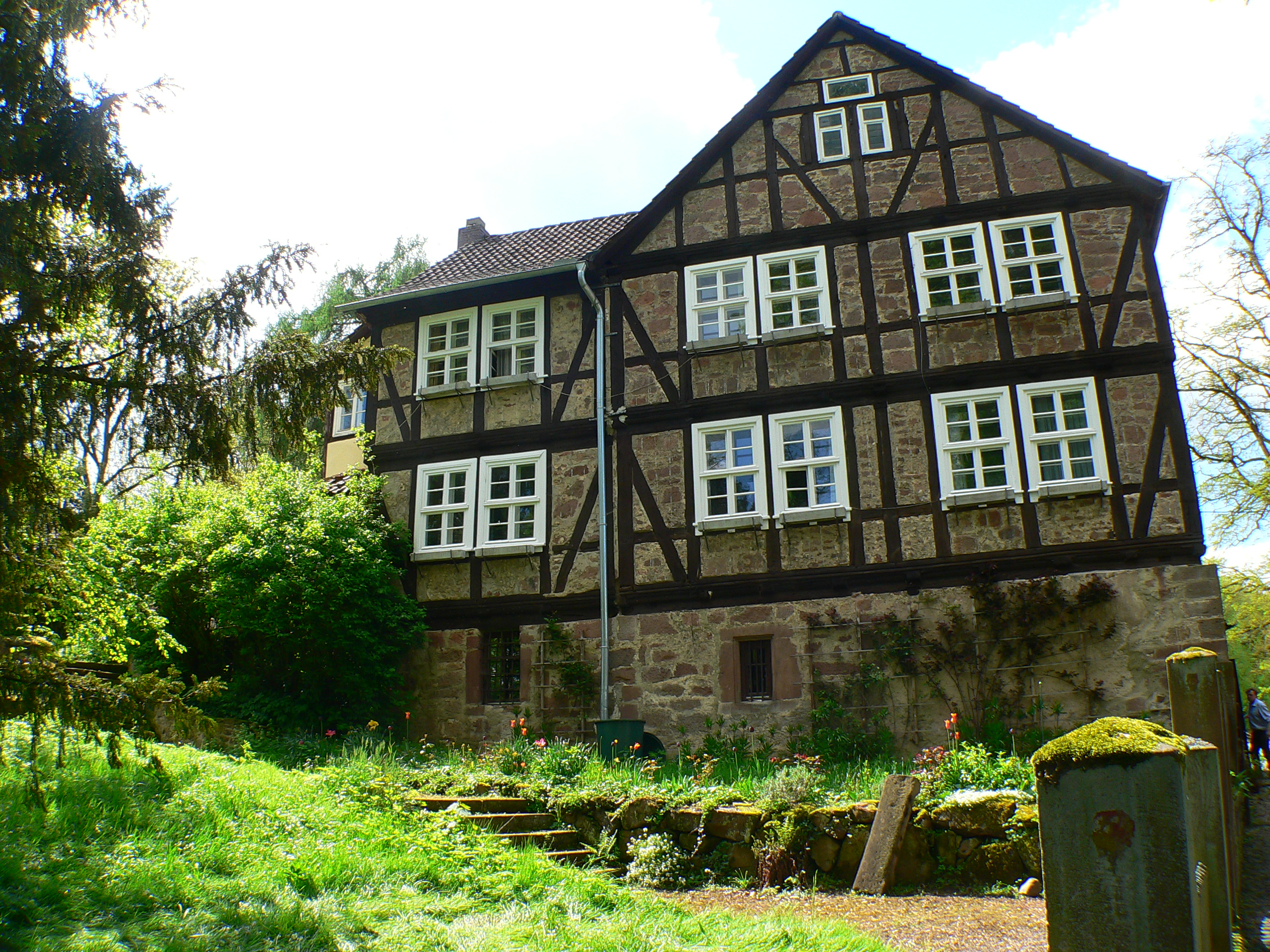
Das Herrenhaus bei der Burg Niederurff

Christoph von Urff, ein Nachkomme von Hans VIII. und dessen Frau Anna in der vierten Generation, starb 1585 als Amtmann zu Laubach. Sein Urenkel Ludwig Wilhelm von Urff wurde hessen-kasseler Major der Kavallerie. Er heiratete 1672 Margarethe Elisabeth von und zu Gilsa. Ihr gemeinsamer Sohn Wilhelm von Urff (1673–1762) war 1736 Obervorsteher der Hospitalien und adeligen Stifte in Hessen. Er war zu dieser Zeit der einzige Stammhalter des Geschlechts. 1739 erfolgte die Errichtung des Herrenhauses unmittelbar östlich der Burg in Niederurff. Aus Wilhelms Ehe mit Marie Elisabeth Schenck zu Schweinsberg (1675–1765) stammte der Sohn Johann Wilhelm Rudolph von Urff (1702–1766), der als Hessen-Kasseler Generalleutnant verstarb. Er heiratete 1750 Wilhelmine Treusch von Buttlar (1720–1803). Wilhelm Georg Ludwig Kasimir von und zu Urff (1753–1834), der Sohn von Johann Wilhelm Rudolph und Wilhelmine, wurde kurhessischer Generalleutnant und starb als Gouverneur von Kassel. Aus seiner 1797 geschlossenen Ehe mit Amöne Antoinette Marie Friederike von Dalwigk zu Schauenburg (1770–1858) gingen drei Söhne und eine Tochter hervor. Von den Söhnen wurde Wilhelm von Urff (1799–1855) kurhessischer Generalmajor. Er diente zuletzt als Kommandeur der 1. Infanteriebrigade. 1827 heiratete Wilhelm Christian Ernst in Zwesten Louise Friederike von Borch (1801–1880). Das Paar hatte fünf Söhne und vier Töchter. Der älteste Sohn Wilhelm von und zu Urff (* 1828) war preußischer Major und Rechtsritter des Johanniterordens. Er diente zuletzt im 4. Magdeburgischen Infanterie-Regiment Nr. 67. Sein jüngster Bruder Moritz von und zu Urff (1841–1889) diente zuletzt im 3. Rheinischen Infanterie-Regiment Nr. 29 und starb als preußischer Major außer Dienst.
Ernestine Friederike Karoline von und zu Urff (1801–1831), eine Schwester von Wilhelm Christian Ernst, heiratete 1821 den kurhessischen Generalmajor Julius von Langenschwarz († 1852). Ihr jüngerer Bruder Friedrich von Urff (1805–1873) starb als kurhessischer Landrat außer Dienst. 1836 heiratete er Auguste Karoline Longine von Heeringen (1808–1848) und hinterließ einen Sohn und eine Tochter. Amöne von und zu Urff (* 1839), die Tochter des Paares, ehelichte 1867 in Kassel den preußischen Kammerherrn und Intendanten des königlichen Hoftheaters zu Kassel Karl Albert Buderus von Carlshausen († 1874).
Die Burg Niederurff und der angrenzende Park sind noch heute im Besitz derer von und zu Urff. Von der Burg sind das Hauptgebäude und die Wehrmauer erhalten. Vom Westflügel, einem angrenzenden Turm und dem Bergfried sind noch Mauern vorhanden. Der als Trockengraben angelegte Burggraben ist ebenfalls erhalten.

## Wappen

### Familienwappen
Das Wappen zeigt in Gold zwei voneinander abgekehrte schwarzen Adlerköpfe. Auf dem Helm mit schwarz-goldenen Helmdecken eine oben mit drei natürlichen Pfauenfedern besteckte goldene Säule zwischen einem offenen, je mit einem abgekehrten schwarzen Adlerkopf belegten goldenen Flug.

### Wappengeschichte

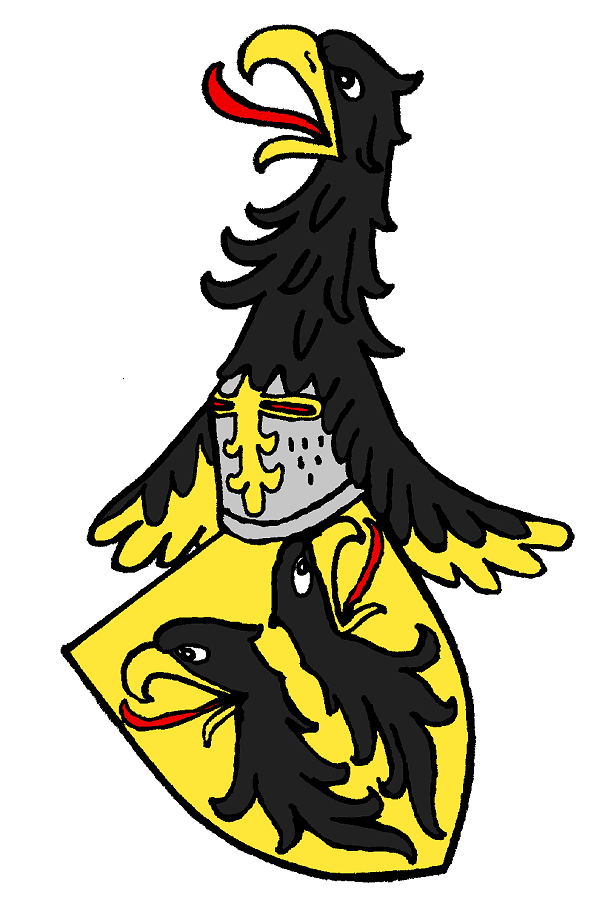
Wappen derer von Urff zu Oberurff (†)

Das Wappen erscheint auf Abdrücken von Petschaften. In Johann Siebmachers Wappenbuch. Tafel 140 (1605) erscheint die  Familie als von Urff bei den Hessischen. In der Blasonierung des Wappenbuches wird die Säule auf dem Helm als Stiel beschrieben. Christian Friedrich August von Meding beschreibt das Wappen in seinen Nachrichten von adeligen Wappen. Band III, Seite 693 (1791) nach Siebmacher und einem Siegelabdruck, der den Helm gewulstet zeigt. Auch Ledebur beschreibt in seinem Adelslexikon der preußischen Monarchie. Band 3, Seite 47 (1858) das urffsche Wappen nach Siebmacher.
Bei Kneschke Die Wappen der deutschen freiherrlichen und adeligen Familien. Band 1, Seite 433–434 (1855) lautet die Blasonierung: „Im goldenen Schild zwei nebeneinander gestellte, auswärtsgekehrte, die roten Zungen ausschlagende, schwarze Adlerköpfe mit Hälsen. Auf dem Schild steht ein Helm, der eine, oben mit drei (2 und 1) Pfauenfedern besteckte, goldene Säule zwischen einem offenen, goldenen Adlerflug trägt, von dessen Flügeln jeder mit einem Adlerkopf und Hals, wie im Schild, belegt ist. Die Helmdeckem sind schwarz-golden.“
Nach dem Jahrbuch des Deutschen Adels, Band 3, Seite 667–670 (1899) zeigt das Wappen in Gold zwei abgewendete schwarze Adlerköpfe. Auf dem Helm mit schwarz-goldenen Helmdecken eine oben mit drei Pfauenfedern besteckte goldene Säule zwischen einem offenen, beiderseits mit einem abgewendeten schwarzen Adlerkopf belegten goldenen Flug.
Der 1581 im Mannesstamm erloschene, ältere (Heinrichs-)Stamm auf Oberurff führte eine andere Helmzier. Nach der Wappendarstellung von 1888, wie sie im Stammbuch der Althessischen Ritterschaft zu sehen ist, trug der Helm dieses Stammes einen schwarzen Adlerkopf mit Hals.

## Bekannte Familienmitglieder
- Friedrich von Urff (1805–1873), kurhessischer Jurist und Landrat, Mitglied der kurhessischen Ständeversammlung
- Georg Ludwig von Urff (1698–1760), landgräflich hessen-kasseler Generalleutnant
- Wilhelm von Urff (General, 1702) (1702–1766), kurfürstlich hessischer Generalleutnant
- Wilhelm von Urff (General, 1753) (1753–1834), kurfürstlich hessischer Generalleutnant
- Wilhelm von Urff (General, 1799) (1799–1855), kurhessischer Generalmajor